# Заблоце (Білгорайський повіт)
Заблоце (пол. Zabłocie) — село в Польщі, у гміні Туробин Білґорайського повіту Люблінського воєводства.
Населення — 68 осіб (2011).
У 1975-1998 роках село належало до Замойського воєводства.

## Демографія
Демографічна структура станом на 31 березня 2011 року:
|          | Загалом | Допрацездатний вік | Працездатний вік | Постпрацездатний вік |
| -------- | ------- | ------------------ | ---------------- | -------------------- |
| Чоловіки | 31      | 2                  | 20               | 9                    |
| Жінки    | 37      | 4                  | 15               | 18                   |
| Разом    | 68      | 6                  | 35               | 27                   |